# Минаевский проезд
Мина́евский проезд — улица в Москве в районе Марьина Роща Северо-Восточного административного округа, между Тихвинской и Новосущёвской улицами.

## Расположение
Минаевский проезд является продолжением Вадковского переулка и проходит с запада на восток параллельно Сущёвскому валу от Тихвинской улицы до Новосущёвской и переходит далее во 2-й Вышеславцев переулок.

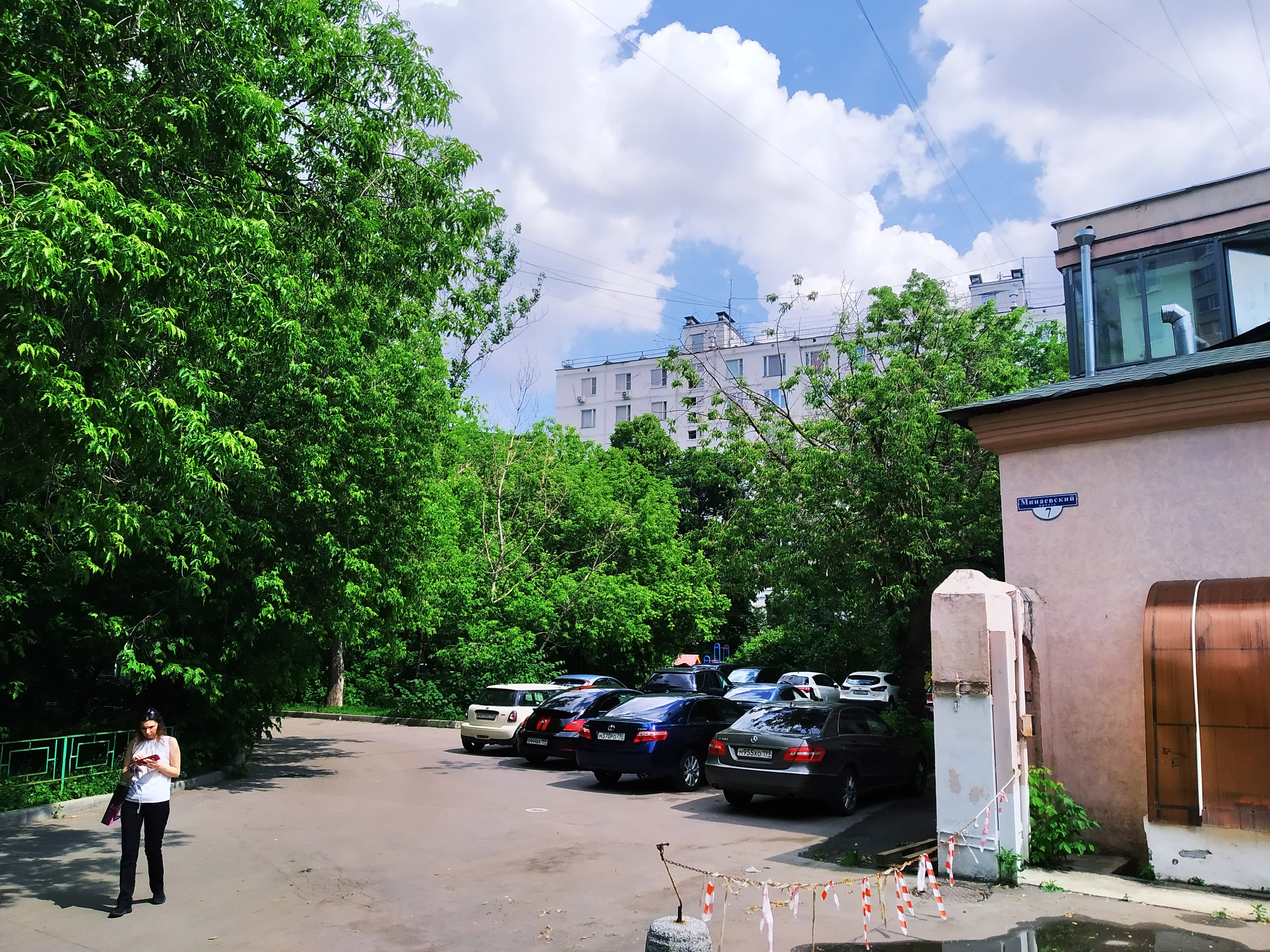
Минаевский проезд, дом 7 у Новолесной ул. https://yandex.ru/maps/-/CDfxFG6a

При этом существует дом 7 по Минаевскому проезду, который расположен совсем в другом месте, на расстоянии более километра от основной части, и отделён от неё несколькими крупными и мелкими улицами. Ранее в районе этого дома был обозначен Минаевский проезд без связи с основной проезжей частью.